# Juvencio Osorio
Juvencio Osorio (Asunción, Paraguay; 1 de junio de 1950-10 de marzo de 2023) fue un futbolista paraguayo que jugó en la posición de centrocampista. Participó con la Copa América en 1979 con la Selección de Paraguay, donde sería campeón. Era apodado El Muñeco

## Trayectoria
Era un centrocampista que destacaba por su técnica exquisita y por ser un gran distribuidor de juego. Su principal carencia era su físico. Comenzó a destacar en el club Cerro Porteño de Asunción, donde jugó entre 1971 y 1975. [2] Este año fue traspasado al RCD Espanyol de Barcelona, donde ya jugaban muchos compatriotas como Luis César Ortiz Aquino o Roberto Cino. [3] En el Espanyol jugó durante cuatro temporadas hasta 1979, con más de cien partidos de liga disputados y 11 goles marcados, además de seis partidos europeos. [4] Una vez terminado su ciclo con el Espanyol de Barcelona, regresó a su club de origen, el Cerro Porteño, donde jugó hasta 1985. [2]
“El Muñeco”, como se conoció al jugador, fue protagonista de uno de los partidos más recordados en la Copa Libertadores, con la remontada 3-2 sobre Botafogo. El Azulgrana perdía por 0-2 hasta los 80 minutos y en una ráfaga de goles sucesivos consiguió dar vuelta la historia con un tanto de Juvencio Osorio.
Fue 12 veces internacional con la selección del Paraguay, con la que marcó dos goles. [2]
Ya retirado del fútbol en activo fue entrenador en las categorías inferiores de Cerro Porteño con notable éxito. Hizo campeones a todos los equipos inferiores del club. También llegó a entrenar equipos profesionales como el Ypacaraí. [4][5]

## Carrera

### Club
| Periodo   | Club          | Apariciones | Goles |
| --------- | ------------- | ----------- | ----- |
| 1968-1975 | Cerro Porteño | 108         | 21    |
| 1975–1979 | RCD Espanyol  | 105         | 11    |
| 1979-1985 | Cerro Porteño | 90          | 5     |

### Selección nacional
Jugó para Paraguay en 12 ocasiones de 1973 a 1980 y anotó dos goles; ganó la Copa América 1979.

## Vida personal
Su sobrino Secundino Aifuch fue compañero de equipo en el Espanyol en la temporada de 1978–79.

## Muerte
Juvencio Osorio, falleció el 10 de marzo de 2023 en Asunción, Paraguay, por causas no informadas.

## Logros

### Club
- Primera División de Paraguay (4): 1970, 1972, 1973, 1974.

### Selección nacional
- Copa América (1): 1979